# 12 aC

## Esdeveniments

### Imperi romà
- 6 de març - Roma (Imperi Romà)ː August és nomenat Pontifex Maximus, títol més important de la religió romana.[1]
- Tiberi és citat a Pannònia per una gran revolta.
- Primera menció oficial d'Argentoratum, la ciutat ara coneguda com a Estrasburg].

## Necrològiques
- Tigranes III d'Armènia
- Marc Vipsani Agripa, general i polític romà, mà dreta de l'emperador August.